# Salvelinus mallochi
Salvelinus mallochi är en fiskart som beskrevs av Regan, 1909. Salvelinus mallochi ingår i släktet Salvelinus och familjen laxfiskar. Inga underarter finns listade i Catalogue of Life.
Denna fisk förekommer endemisk i sjöarna Loch Scourie och Loch Shin i Skottland. Kanske förställer introducerade främmande fiskar konkurrenter för arten. Några exemplar fångas i samband med fiske. IUCN kategoriserar arten globalt som sårbar.